# Kompania graniczna KOP „Siejłowicze”

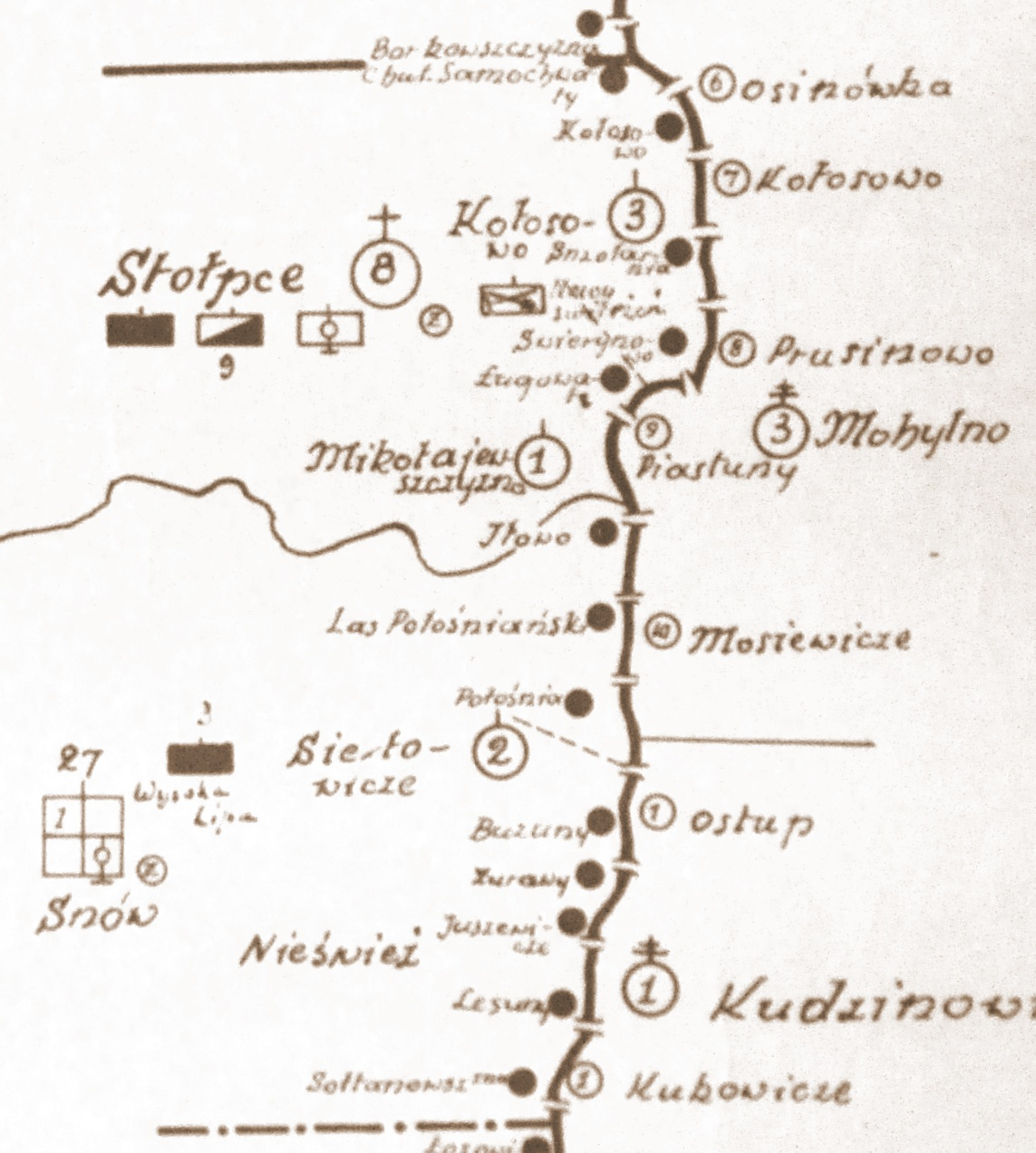
Szkic rozmieszczenia batalionu KOP „Stołpce” w 1931

Kompania graniczna KOP „Siełowicze” – pododdział graniczny Korpusu Ochrony Pogranicza pełniący służbę ochronną na granicy polsko-radzieckiej.

## Geneza
Do czasu zakończenia wojny polsko-bolszewickiej, czyli do jesieni 1920, wschodnią granicę państwa polskiego wyznaczała linia frontu. Dopiero zarządzeniem z 6 listopada 1920 utworzono Kordon Graniczny Ministerstwa Spraw Wojskowych. W połowie stycznia 1921 zmodyfikowano formę ochrony granicy i rozpoczęto organizowanie Kordonu Granicznego Naczelnego Dowództwa WP. Obsadzony on miał być przez żandarmerię polową i oddziały wojskowe. Latem 1921 ochronę granicy wschodniej postanowiło powierzyć Batalionom Celnym. W Siejłowiczach rozmieszczono dowództwo i pododdziały sztabowe 34 batalionu celnego. 
W drugiej połowie 1922 przeprowadzono kolejną reorganizację organów strzegących granicy wschodniej. 1 września 1922 bataliony celne przemianowano na bataliony Straży Granicznej. W rejonie odpowiedzialności przyszłej kompanii granicznej KOP „Siejłowicze” służbę graniczną pełniły pododdziały 34 batalionu Straży Granicznej. 
Już w następnym zlikwidowano Straż Graniczną, a z dniem 1 lipca 1923 pełnienie służby granicznej na wschodnich rubieżach powierzono Policji Państwowej. 
W sierpniu 1924 podjęto uchwałę o powołaniu Korpusu Ochrony Pogranicza – formacji zorganizowanej na wzór wojskowy, a będącej w etacie Ministerstwa Spraw Wewnętrznych.

## Formowanie i zmiany organizacyjne
Na podstawie rozkazu szefa Sztabu Generalnego L. dz. 12044/O.de B./24 z 27 września 1924, w pierwszym etapie organizacji Korpusu Ochrony Pogranicza sformowano 8 batalion graniczny , a w jego składzie 2 kompanię graniczną KOP. W listopadzie 1936 kompania liczyła 2 oficerów, 9 podoficerów, 5 nadterminowych i 98 żołnierzy służby zasadniczej.
W 1939 2 kompania graniczna KOP „Siełowicze” podlegała dowódcy batalionu KOP „Stołpce”.

## Służba graniczna
Podstawową jednostką taktyczną Korpusu Ochrony Pogranicza przeznaczoną do pełnienia służby ochronnej był batalion graniczny. Odcinek batalionu dzielił się na pododcinki kompanii, a te z kolei na pododcinki strażnic, które były „zasadniczymi jednostkami pełniącymi służbę ochronną”, w sile półplutonu. Służba ochronna pełniona była systemem zmiennym, polegającym na stałym patrolowaniu strefy nadgranicznej i tyłowej, wystawianiu posterunków alarmowych, obserwacyjnych i kontrolnych stałych, patrolowaniu i organizowaniu zasadzek w miejscach rozpoznanych jako niebezpieczne, kontrolowaniu dokumentów i zatrzymywaniu osób podejrzanych, a także utrzymywaniu ścisłej łączności między oddziałami i władzami administracyjnymi. Miejscowość, w którym stacjonowała kompania graniczna, posiadała status garnizonu Korpusu Ochrony Pogranicza.
2 kompania graniczna „Siełowicze” w 1934 ochraniała odcinek granicy państwowej szerokości 20 kilometrów 800 metrów. Po stronie sowieckiej granicę ochraniały zastawy „Ostup” i „Kukowicze” z komendantury „Kudzinowicze” .
Wydarzenia:
- 12 stycznia 1925 dokonano wymiany żołnierza 2 kompanii szer. Jasińskiego, który 7 listopada 1924 zabłądził i dostał się w ręce sowieckiej straży granicznej, na Jana Troickiego – żołnierza sowieckiego[15]

Kompanie sąsiednie:
- 1 kompania graniczna KOP „Mikołajewszczyzna” ⇔ 3 kompania graniczna KOP „Smolicze” – 1928[16], 1929[17], 1931[14] , 1932[18], 1934[19], 1938[20]

## Struktura organizacyjna
Strażnice kompanii w 1928 :
- strażnica KOP „Buzuny”[16]
- 73 strażnica KOP „Kul”
- 74 strażnica KOP „Żurawy” (Żórawy[16])
- strażnica KOP „Juszewicze”[16]
- 75 strażnica KOP „Taranowa Góra”
- 75a strażnica KOP „Lesuny” (Leszuny[16])
- 76 strażnica KOP „Sołtanowszczyzna”[16]

Strażnice kompanii w 1929
- strażnica KOP „Buzuny”
- strażnica KOP „Cegielnia I”
- strażnica KOP „Juszewicze”
- strażnica KOP „Lesuny”
- strażnica KOP „Sołtanowszczyzna”

Strażnice kompanii w latach 1931 – 1934 
- strażnica KOP „Buzuny”
- strażnica KOP „Żurawy”[c]
- strażnica KOP „Juszewicze”[d]
- strażnica KOP „Lesuny”[e]
- strażnica KOP „Sołtanowszczyzna”

Strażnice kompanii w 1938
- strażnica KOP „Buzuny”
- strażnica KOP „Juszewicze”
- strażnica KOP „Sołtanowszczyzna”
- strażnica KOP „Łozowicze”

Organizacja kompanii 17 września 1939:
- dowództwo kompanii
- pluton odwodowy
- 1 strażnica KOP „Buzuny”[f]
- 2 strażnica KOP „Juszewicze”
- 3 strażnica KOP „Sołtanowszczyzna”[g]
- 4 strażnica KOP „Łozowicze”[h]

## Dowódcy kompanii
- kpt. Stanisław Grzegorz Paczkowski (15 V 1929 – 5 II 1931?)[i]
- kpt. Zenon Tymiński[j] (- 1939)